# Guido Fackler

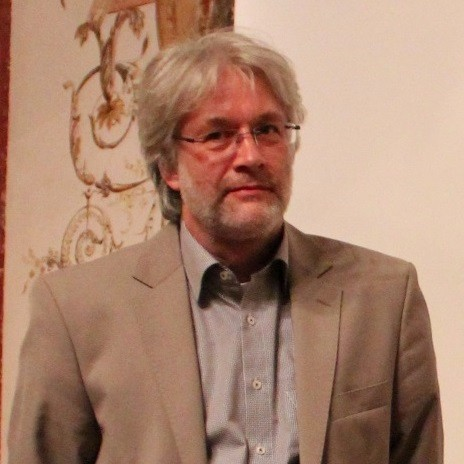
Guido Fackler (2016)

Guido Fackler (* 27. November 1963) ist ein deutscher Kulturwissenschaftler, Volkskundler, Museologe und Hochschullehrer. Er ist Gründer und Leiter der Professur für Museologie an der Julius-Maximilians-Universität Würzburg.

## Werdegang
Fackler absolvierte von 1985 bis 1991 sein Magisterstudium in den Fächern Volkskunde, Musikwissenschaft und Ethnologie an der Albert-Ludwigs-Universität Freiburg. Im Jahr 1991 begann sein Promotionsstudium in den Fächern Volkskunde, Musikwissenschaft und Ethnologie. 1997 schrieb er seine Doktorarbeit zum Thema „‚Des Lagers Stimme‘. Musik in den frühen Konzentrationslagern des NS-Regimes (1933–1936)“. 2011 habilitierte er an der Julius-Maximilians-Universität Würzburg mit einer Habilitationsschrift zum Thema „Technik und Raum. Aneignung, Ordnung, Repräsentation und Transformation von Landschaft durch künstliche Wasserstrassen (Kanäle) in Europa“.
Fackler war von 1989 bis 1991 Archivangestellter und bis 1993 Museumsvolontär am Badischen Landesmuseum. 1994 bis 1996 war er wissenschaftlicher Mitarbeiter des von der Volkswagenstiftung geförderten Forschungsprojekts „Kultur in nationalsozialistischen Konzentrationslagern – Kultur als Überlebensstrategie“. Fackler war von 1997 bis 1999 erst wissenschaftlicher Mitarbeiter am Institut für Volkskunde der Universität Regensburg und anschließend (1999–2001) wissenschaftlicher Mitarbeiter am Lehrstuhl für Europäische Ethnologie/Volkskunde der Julius-Maximilians-Universität Würzburg. Am Lehrstuhl für Europäische Ethnologie/Volkskunde arbeitete er von 2001 bis 2007 als wissenschaftlicher Assistent und von 2007 bis 2011 als Akademischer Rat bzw. Oberrat.
Im Herbst 2010 begründete Fackler die Professur für Museologie und materielle Kultur an der Julius-Maximilians-Universität Würzburg. Hierbei handelt es sich um die erste Professur, welche die Wissenschaftsdisziplin Museologie als Fach an einer deutschen Universität anbietet.
Seine Forschungsschwerpunkte sind Museums- und Ausstellungswesen, Binnen-/Kanalschifffahrt, fluviale Ethnologie, Jugendkulturen, Kulturwissenschaftliche Technikforschung, Mobilität, Verkehr, Transport, Gedenkstättenarbeit, NS-Lagersystem und Nationalsozialismus, Kultur in Extremsituationen, Raum, Landschaft/landscape, Sound Studies, Stadt, Urbanität, Wissenschaftsvermittlung und -kommunikation.

## Mitgliedschaften und Beiratstätigkeit
- Mitglied im Beirat für Stadtgeschichte am Museum für Franken (seit 2017)
- Mitglied im Kulturbeirat der Stadt Würzburg (seit 2014)
- Mitglied im wissenschaftlichen Beirat des Hauses der Bayerischen Geschichte (seit 2014)
- Mitglied im wissenschaftlichen Beirat des Mainfränkischen Museums (2014–2016)
- Mitglied im wissenschaftlichen Beirat des Staatlichen Museums für Archäologie Chemnitz (seit 2014)
- Mitglied im wissenschaftlichen Beirat des Martin von Wagner Museum (seit 2013)
- Mitglied im Zentrum für Regionalforschung der Universität Würzburg (ab 2013, seit 2014 im Vorstand)
- Mitglied der Deutschen Gesellschaft für Volkskunde
- Mitglied im Deutschen Museumsbund
- Mitglied im Forschungskolleg „Kulturwissenschaftliche Technikforschung“ an der Universität Zürich (früher: Universität Hamburg)
- Mitglied von ICOM Deutschland
- Mitglied des interdisziplinären Arbeitskreises „Landschaftstheorie“
- Mitglied der  Kulturpolitischen Gesellschaft.[5]

## Publikationen (Auswahl)
- mit Brigitte Heck, Friederike Lindner, Heidi Müller (Hrsg.): Zwischen Schule und Fabrik. Textile Frauenarbeit in Baden im 19. und 20. Jahrhundert (= Volkskundliche Veröffentlichungen des Badischen Landesmuseums, Band 1). Thorbecke, Sigmaringen 1993, ISBN 3-7995-0300-5.
- „Des Lagers Stimme“ – Musik im KZ. Alltag und Häftlingskultur in den Konzentrationslagern 1933 bis 1936; mit einer Darstellung der weiteren Entwicklung bis 1945 und einer Biblio-, Mediographie. (= DIZ-Schriften, Band 11.) Edition Temmen, Bremen 2000, ISBN 3-86108-759-6. (= Zugleich: Dissertation, Uni Freiburg 1997).
- „Vorschriften über die Schiffahrt und über die sonstige Benützung der Kanal-Anlagen“ – die Kanal-Ordnung des Ludwigkanals. In: Winfried Helm, Manfred Seifert (Hrsg.): Recht und Religion im Alltagsleben. Perspektiven der Kulturforschung. Festschrift für Walter Hartinger zum 65. Geburtstag. (= Neue Veröffentlichungen des Instituts für ostbaierische Heimatforschung der Universität Passau, Band 56). Passau 2005, S. 19–40.
- Frankens ‚nasse‘ Straßen – Main- und Kanalschiffahrt. In: Frankenbund (Hrsg.) Frankenland. 58. Jahrgang, Heft 6. Frankenbund, Würzburg 2006, ISSN 0015-9905, S. 355–366.
- Renaissance der Kanäle in Oberitalien. In: Industrie-Kultur. Denkmalpflege, Landschaft, Sozial-, Umwelt- und Technikgeschichte. (= Zeitschrift des Landschaftsverbandes Rheinland / Rheinisches Industriemuseum und des Landschaftsverbandes Westfalen-Lippe/Westfälisches Industriemuseum, Nr. 3). Klartext, Essen 2006, ISSN 0949-3751, S. 15–16.
- Wasserwege: Main- und Kanalschiffahrt. In: Werner K. Blessing, Christoph Daxelmüller, Josef Kirmeier und Evamaria Brockhoff (Hrsg.): 200 Jahre Franken in Bayern 1806 bis 2006.  (= Aufsätze zur Landesausstellung 2006 im Museum Industriekultur vom 4. April bis 12. November 2006 / Veröffentlichungen zur Bayerischen Geschichte und Kultur, Band 52/06). Haus der Bayerischen Geschichte, Augsburg 2006, ISBN 978-3-7954-1929-5, S. 54–57.
- Technische Bauwerke als Grenze: Schifffahrtskanäle und kultur-räumliche Differenzierungen. In: Thomas Hengartner, Johannes Moser (Hrsg.): Grenzen und Differenzen. Zur Macht sozialer und kultureller Grenzziehungen. (= Tagungsband zum 35. Kongress der Deutschen Gesellschaft für Volkskunde, Dresden 2005 / Schriften zur sächsischen Geschichte und Volkskunde, Band 17). Leipziger Universitätsverlag, Leipzig 2006, ISBN 978-3-86583-088-3, S. 295–306.
- „Für die Schiff-Fahrt verbunden“ oder „Wahn mit Vorgeschichte“? Aushandlung und Durchsetzung der Kanalverbindungen zwischen Main und Donau. In: Bayerische Blätter zur Volkskunde, Neue Folge 8/9. (= Beitrag zur 2008 erschienenen Festschrift „Christoph Daxelmüller zum 60. Geburtstag“). Böhler KG, Würzburg 2006/07, ISSN 0720-8006, S. 200–221.
- Für die Erweiterung regionaler Musikforschung um die Dimensionen Raum und Klang. Dargestellt am Beispiel „Würzburger Klangräume“. In: Marianne Bröcker, Gisela Probst-Effah (Hrsg.): Regionalität in der musikalischen Popularkultur. (= Tagungsband der Kommission zur Erforschung musikalischer Volkskulturen in der Deutschen Gesellschaft für Volkskunde e. V. vom 4. bis 7. Oktober 2006 in Hachenburg/Westerwald). Shaker, Aachen 2009, ISBN 978-3-8322-8033-8.
- Technik und Raum. Zur Ordnung, Repräsentation und Transformation der Landschaft durch künstliche Wasserstraßen (Kanäle) in Europa. Habilitationsschrift, Würzburg 2011.
- mit Brigitte Heck (Hrsg.): Identitätsfabrik reloaded. Programmheft zur 21. Arbeitstagung der dgv-Kommission „Sachkulturforschung und Museum“. Karlsruhe, 22. bis 24. Mai 2014. (= Schriften und Materialien der Würzburger Museologie, Heft 2). Universität Würzburg, Würzburg 2014 (PDF).
- „Die Museumswissenschaft ist erwachsen geworden“: Zur Fachgeschichte der Museologie, zur Museumsausbildung und zum Würzburger Studienangebot. In: Deutscher Museumsbund (Hrsg.): Museumskunde. Band 79, Heft 2. Holy-Verlag, Berlin 2014, ISSN 0027-4178, S. 40–46 (PDF).
- mit Simone Doll-Gerstendörfer: Barrierefreiheit ist mehr als die Rampe am Eingang – Auf dem Weg zum inklusiven Museum. (= Programmheft zur BMA-Frühjahrsakademie im Museum am Dom vom 23. bis 24. April 2015 in Würzburg / Schriften und Materialien der Würzburger Museologie, Heft 3). Julius-Maximilians-Universität Würzburg, Würzburg 2015, ISSN 2197-4667 (PDF).
- »Museum studieren« an der Universität Würzburg. In: Landesstelle für die nichtstaatlichen Museen in Bayern (Hrsg.): Museum heute. Nr. 49/Juni 2016. München 2016, ISSN 0944-8497, S. 45–47 (PDF).
- mit Michaela Fenske, Franziska Gleichauf (Hrsg.): Aus der Wabe in die Welt: Biene macht Kultur. (= Katalog der gleichnamigen Ausstellung im Lab 13 auf der Landesgartenschau Würzburg 2018 / Schriften und Materialien der Würzburger Museologie, Heft 6). Julius-Maximilians-Universität Würzburg, Würzburg 2018, ISSN 2197-4667 (PDF).
- mit Brigitte Heck (Hrsg.): Identitätsfabrik reloaded?! Museen als Resonanzräume kultureller Vielfalt und pluraler Lebensstile. (= Europäische Ethnologie, Band 10 / Würzburger museumswissenschaftliche Studien, Band 1). Lit Verlag, Berlin/Münster 2019, ISBN 978-3-643-12911-6.
- mit Astrid Pellengahr: Virtuell ausstellen. Chancen, Perspektiven und Missverständnisse der  Digitalisierung am Beispiel virtueller Ausstellungen. In: Deutscher Museumsbund (Hrsg.): Museumskunde. Band 84. Holy-Verlag, Berlin 2019, ISSN 0027-4178, S. 34–41.
- mit Hendrikje Carius (Hrsg.): Exponat – Raum – Interaktion. Perspektiven für das Kuratieren digitaler Ausstellungen. (= Schriften des Netzwerks für digitale Geisteswissenschaften und Citizen Science. Band 2). V&R unipress, Göttingen 2022, ISBN 978-3-8471-1258-7 (PDF).